# Winnipeg
|  | Per a altres significats, vegeu «Winnipeg (desambiguació)». |

Winnipeg és la capital i la ciutat més poblada de la província de Manitoba, Canadà, situada a les praderies de l'Oest del Canadà. És la setena ciutat més gran, la més important del centre del país i la ciutat principal de la seva àrea metropolitana, la Regió de Winnipeg Capital.
Al voltant de la meitat de la població total de Manitoba resideix a la Regió de Winnipeg Capital, la població de la qual és de 730.305 habitants. La ciutat de Winnipeg té una població total de 663.617 habitants (cens del 2011). La ciutat es troba a la confluència dels rius Vermell i Assiniboine. Caracteritzada per un clima rigorós (temperatura mitjana de -19 °C al gener, però de 19,7 °C al juliol) és considerada com una de les grans ciutats més fredes del món.
Winnipeg posseeix una arquitectura històrica i nombrosos parcs com Assiniboine Park o Birds Hill Provincial Park. Està molt propera als rius de l'Escut Canadenc i a nombrosos llacs, entre els quals es troben el llac dels Boscos, el llac Winnipeg (el dotzè més gran del món) i el llac Manitoba.

## Història

### Abans de la incorporació
Winnipeg es troba a la confluència del riu Assiniboine i el Red River, coneguda com a The Forks, és un punt històric en les rutes a canoa pels rius realitzades pels aborígens durant centenars d'anys. El nom de Winnipeg és una transcripció d'una paraula cree que significa «aigües fangoses». La zona estava poblada pels indígenes anomenats First Nations. A la prehistòria, a través d'històries orals, l'arqueologia, petròglifs, art rupestre i artefactes antics se sap que els nadius utilitzaven la zona per acampar, caçar, pescar, comerciar i, més al nord, practicaven l'agricultura. La primera zona agrícola a Manitoba estava situada al llarg del Red River, prop de Lockport, on el blat de moro i altres cultius van ser plantats abans del contacte amb els europeus. Durant milers d'anys han viscut éssers humans en aquesta regió, i hi ha molts indicis arqueològics sobre el seu mode de vida. Els rius van servir de transport per comerciar i intercanviar coneixements entre molts pobles, com els assiniboine, ojibwa, anishinaabe, mandan, sioux, cree, lakota i d'altres. El llac Winnipeg va considerar-se un mar interior, amb importants enllaços per riu a les muntanyes de l'oest, els Grans Llacs de l'est i a l'oceà Àrtic al nord. El Red River connectava els antics pobles del nord amb els del sud a través dels rius Missouri i Mississipi. Els primers mapes d'algunes zones es van fer amb escorça de bedoll pels Ojibwa, que ajudaren els pelleters a trobar els camins a través dels rius i llacs.
El primer oficial francès que va arribar a la zona va ser Pierre Gaultier de Varennes el 1738. Construí el primer lloc de comerç, el qual es va anomenar Fort Rouge, que posteriorment va ser abandonat. Els francesos van comerciar a la zona durant diverses dècades abans que arribessin els comerciants de la badia de Hudson. Els primers comerciants anglesos visitaren la zona al voltant de l'any 1767. Gibraltar Fort va ser construït per la Companyia del Nord-Oest el 1809, i Fort Douglas va ser construït per la Companyia de la Badia de Hudson el 1812. Les dues empreses lluitaren aferrissadament pel comerç de la zona, disputant diverses batalles entre totes dues. El 1821 la Companyia de la Badia de Hudson i la Companyia del Nord-oest van acabar la seva rivalitat fusionant-se.

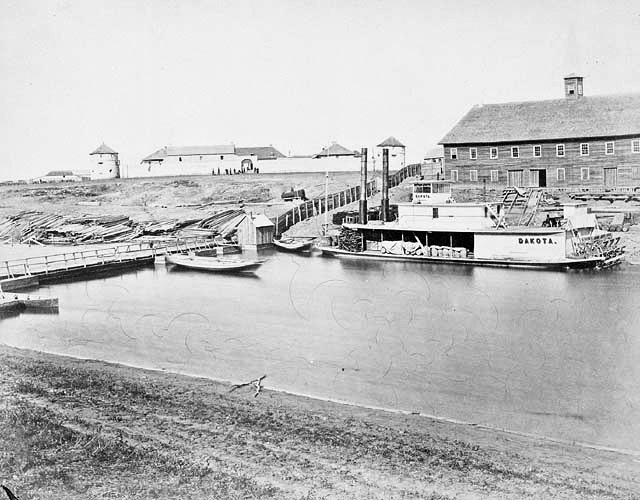
Fort Garry a principi de la dècada del 1960

Fort Gibraltar, en el lloc de l'actual Winnipeg, passà a denominar-se Fort Garry el 1822. Va ser el lloc comercial líder a la regió per a la Companyia de la Badia de Hudson. Aquest lloc va ser destruït per una inundació el 1826 i es reconstruí el 1835. Exercí un petit paper en el comerç de pells, però va seguir sent la residència del Governador de la companyia durant molts anys i va esdevenir una part important de la primera colònia i assentament a l'Oest del Canadà.
El 1869-70 va esclatar a Winnipeg la «Rebel·lió Red River», un conflicte entre el govern local provisional dels métis, encapçalats per Louis Riel, i els acabats d'arribar procedents de l'Est del Canadà. El General Garnet Wolseley va ser enviat per sufocar la rebel·lió. Aquesta rebel·lió va portar directament l'entrada de Manitoba a la Confederació com la cinquena província del Canadà el 1870, i el 8 de novembre de 1873, Winnipeg va ser incorporada com a ciutat. El 1876, tres anys després de la incorporació de la ciutat, l'oficina de correus adoptà oficialment el nom de Winnipeg.

### Arribada del ferrocarril
La primera locomotora de Winnipeg, anomenada The Countess of Dufferin (Comtessa de Dufferin), arribà en un vaixell de vapor el 1877. La companyia Ferrocarrils del Pacífic del Canadà realitzà el primer enllaç directe per ferrocarril des de l'Est del Canadà el 1881, el que va obrir les portes a la immigració massiva i colonització de Winnipeg i de les praderies canadenques. La història i herència del ferrocarril de Winnipeg i la primera locomotora es poden veure al Museu del Ferrocarril de Winnipeg.

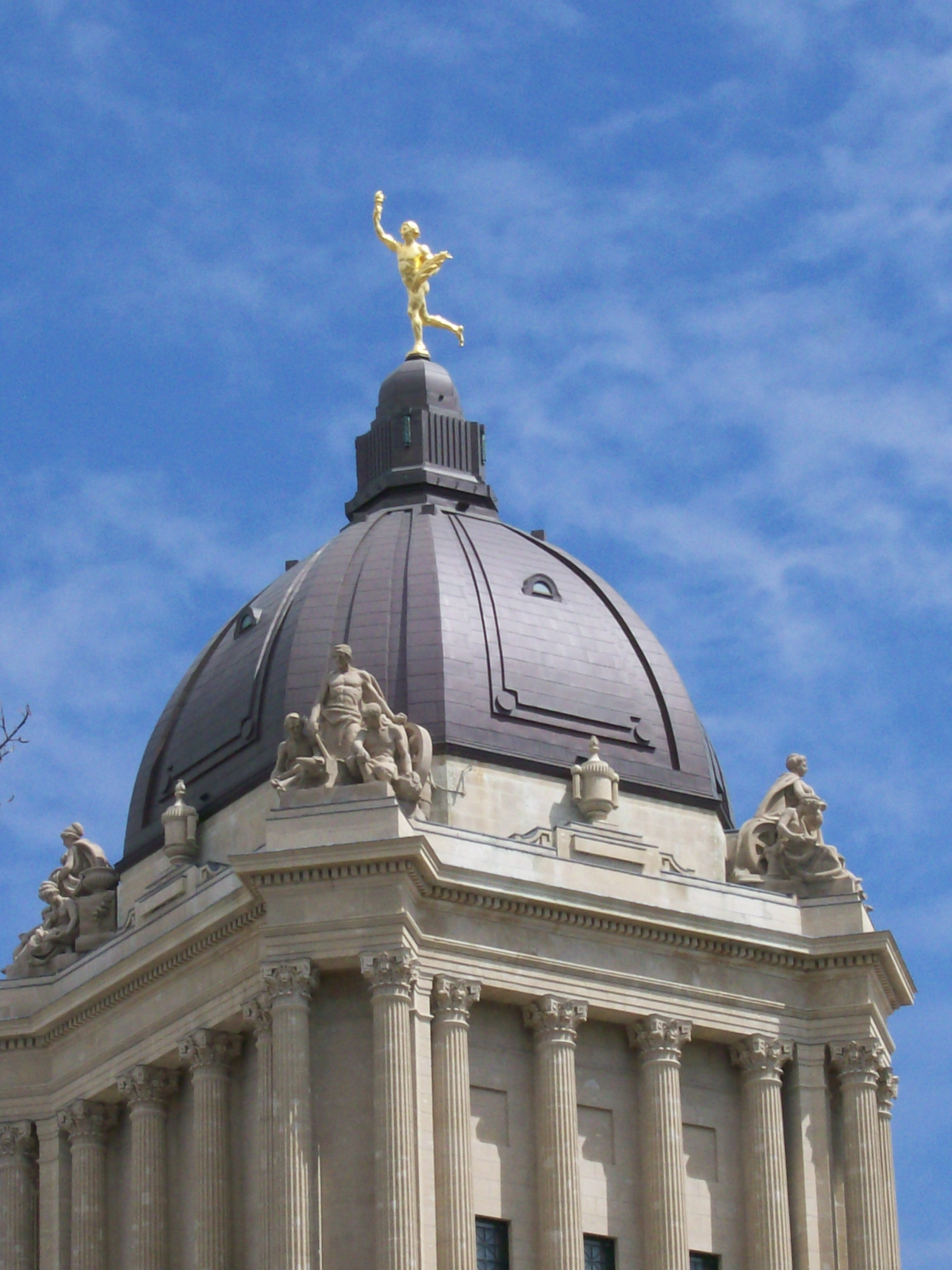
El Golden Boy a la teulada de l'edifici de l'Assemblea Legislativa.

La ciutat va experimentar una gran expansió durant la dècada del 1890 i les dues primeres del segle xx, cosa que va suposar un creixement de la població de 25.000 persones el 1891 a més de 179.000 el 1921. Com la immigració va créixer durant aquest període, Winnipeg adquirí el seu caràcter multicultural. L'edifici de l'Assemblea Legislativa de Manitoba reflecteix l'optimisme d'aquests anys. Construït principalment de pedra calcària de la pedrera de Tyndall Stone (prop del Red River), obrí les portes el 1920. La cúpula suporta una figura de bronze, coneguda amb el nom de el noi daurat (the Golden Boy), acabada amb una fulla d'or amb el lema «eterna joventut i l'esperit d'empresa» (Eternal Youth and the Spirit of Enterprise) gravat. Aquest edifici va ser construït en estil neoclàssic, com és habitual per a edificis governamentals d'altres estats Nord-americans construït al segle xix i principi del segle xx. L'edifici va ser pensat per donar cabuda a representants de tres milions de persones, que era la població esperada de Manitoba.
Winnipeg es va trobar amb dificultats econòmiques quan el Canal de Panamà va obrir el 1914. El canal va fer reduir la importància del sistema ferroviari del Canadà pel comerç internacional, i l'augment de trànsit de vaixells va ajudar a fer que Vancouver superés Winnipeg i esdevenir la tercera ciutat més gran del Canadà als anys 60.

### Vaga general de Winnipeg
Després de la Primera Guerra Mundial, a causa de la recessió de postguerra, les males condicions laborals, la presència de sindicalistes radicals i una gran afluència de soldats que retornaven, 35.000 habitants es van declarar en vaga el maig de 1919 que es coneix com la «vaga general de Winnipeg de 1919». Després de diversos arrestos, deportacions i incidents violents, la vaga va acabar el 21 de juny de 1919, quan es va aplicar la Llei de Disturbis i un grup de la Policia Muntada del Canadà carregà contra un grup de vaguistes. Dos d'ells van morir i com a mínim trenta més van resultar ferits; es coneix aquell dia com Bloody Saturday (dissabte sagnant). Un dels líders de la vaga, James Shaver Woodsworth, fundà el primer gran partit socialista del Canadà, el Co-operative Commonwealth Federation (CCF), que més tard va esdevenir el Nou Partit Democràtic.

### La gran depressió i la Segona Guerra Mundial
La caiguda dels mercats borsaris de 1929 accelerà la caiguda que estava patint Winnipeg; això va tenir com a conseqüència una desocupació massiva, situació que va ser agreujada per la sequera i els baixos preus agrícoles. La Gran Depressió va acabar quan la Segona Guerra Mundial començà el 1939. Llavors, milers de canadencs es van oferir com a voluntaris per a unir-se a les forces armades. A Winnipeg, els antics llocs de reclutament de Minto (Tuxedo, Fort Osborne) i de McGregor es van omplir fins a tal extrem que els militars van haver de buscar altres edificis per augmentar la capacitat.

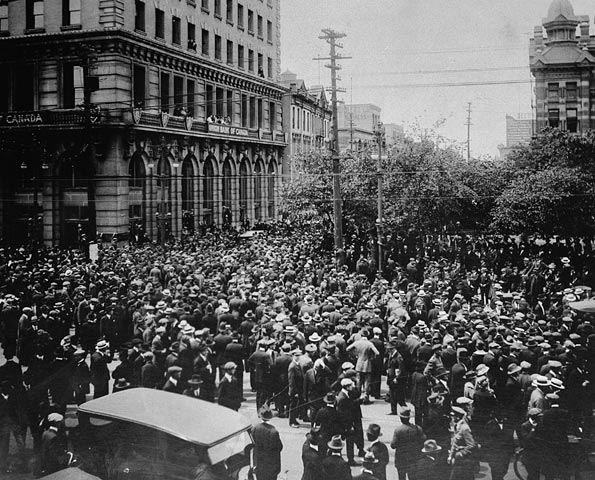
La població de Winnipeg durant la Gran Vaga del 21 de juny de 1919.

Winnipeg va desenvolupar un paper important a la British Commonwealth Air Training Plan (BCATP). Les ordres de la BCATP eren formar a les tripulacions de vols fora de les zones de batalla d'Europa. Pilots, oficials de vols, bombarders, operadors de ràdio, artillers aeris i enginyers de vol van passar per Winnipeg en el seu camí cap a diverses escoles aèries de tot l'Oest del Canadà.

### Després de la Segona Guerra Mundial i la inundació de 1950
La fi de la Segona Guerra Mundial va portar una nova sensació d'optimisme a Winnipeg. Sorgí una gran demanda en el sector de la construcció de cases, però aquesta activitat es va aturar bruscament el 1950 a causa de la inundació provocada pel desbordament del Red River, la més gran a Winnipeg des de 1861; les aigües es van mantenir per damunt del seu nivell habitual durant 51 dies. El 8 de maig de 1950, vuit dics van cedir, quatre dels onze ponts de la ciutat van ser destruïts i prop de 100.000 persones van ser evacuades, és fins avui l'evacuació més gran de la història del Canadà. El Premier Douglas Campbell va demanar ajuda federal i el primer ministre Louis St. Laurent declarà l'estat d'emergència. Soldats del regiment d'infanteria lleugera canadenca Princesa Patrícia proporcionaren personal per pal·liar la situació mentre durà la inundació. El govern federal estimà uns danys de 26 milions de dòlars canadencs, encara que la província insistí que van ser el doble.
Per prevenir futures inundacions, la investigació de la conca del Red River recomanà un sistema de mesures de prevenció, incloent-hi diversos sistemes de dics i un canal per desviar el Red River (Red River Floodway) al voltant de Winnipeg. Aquesta construcció es va iniciar el 1962, amb Dufferin Roblin com a cap del govern local.

### De la Unicitat al present
Abans de 1972, Winnipeg era la més gran de les trenta ciutats i pobles de l'àrea metropolitana al voltant dels rius Assiniboine. La Unicitat va ser creada el 27 de juliol de 1972 i entrà en vigor a les primeres eleccions, el 1972. Amb això l'actual ciutat de Winnipeg, els municipis de St. Boniface, Transcona, St. Vital, West Kildonan, Esat Kildonan, Tuxedo, Old Kildonan, North Kildonan, Fort Garry, Charleswood, i la ciutat de St. James es van fusionar amb l'antiga ciutat de Winnipeg.

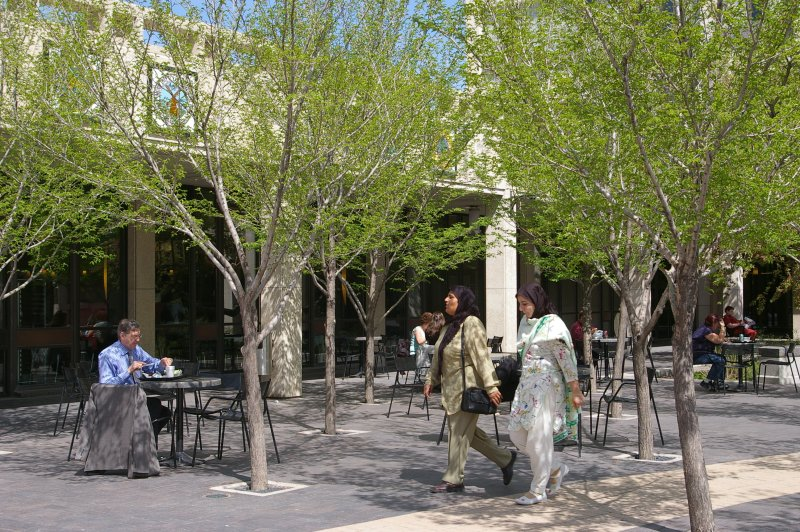
Plaça de l'ajuntament de Winnipeg en l'actualitat.

Immediatament després de la crisi energètica de 1979, Winnipeg experimentà una greu recessió econòmica, abans de la recessió de principis dels anys 80 dels Estats Units. Durant la recessió, a la ciutat es van tancar importants empreses com Winnipeg Tribune, Swift's i Canada Packers. El 1981 Winnipeg va ser una de les primeres ciutats canadenques en firmar un acord tripartit per rehabilitar el centre urbà. Els tres nivells de govern (federal, provincial, i municipal) van contribuir amb més de 271 milions de dòlars canadencs per les necessitats de desenvolupament del centre de la ciutat durant els següents vint anys. El finançament va ser fonamental per atreure el centre comercial Portage Place, que acull la seu d'Investors Group, les oficines d'Air Canada i diversos complexos residencials. El 1989 es recuperaren i rehabilitaren les drassanes de Canada National Railway a l'encreuament dels rius Vermell i Assiniboine, i poc temps després The Forks s'havia convertit en l'atracció turística més popular de la ciutat.
El 1993, veient que les necessitats de la seva comunitat no estaven satisfetes, els residents de Headingley es van separar de Winnipeg i oficialment es van convertir en un municipi incorporat.

## Geografia
Winnipeg es troba a la part inferior de la vall del Red River del Nord i té una topografia plana. El centre es troba a la intersecció de Portage Avenue i Main Street (conjunt conegut com a Portage and Main), a un quilòmetre del popular barri The Forks i del Riu Assiniboine. Des d'aquesta intersecció, una de les més famoses del Canadà, surten totes les carreteres.
El centre de Winnipeg és el cor econòmic de la ciutat i cobreix una àrea aproximada d'una milla quadrada (2,5 quilòmetres), que és gran per a una ciutat d'aquesta mida. Rodejant el centre hi ha diversos barris residencials. El desenvolupament urbà s'estén en totes les direccions, però és més gran al sud i a l'oest, i ha hagut de seguir el curs dels dos rius principals. L'àrea urbanitzada a Winnipeg és aproximadament 25 quilòmetres d'Est a Oest i 20 quilòmetres de Nord a Sud, encara que hi queda molta terra disponible per a eixamplar la ciutat.
Els barris de Winnipeg són Downtown/Exchange District, Chinatown, The Forks, Fort Rouge/Crescentwood, River Heights, Tuxedo, Charleswood, St. James-Assiniboia, The West End, Weston, Wolseley, North End, Elmwood, East Kildonan, West Kildonan, Old Kildonan, North Kildonan, St. Boniface, St. Vital, Fort Garry, St. Norbert i Transcona.

### Clima
Winnipeg té un clima continental humit extrem (Dwb, segons la classificació climàtica de Köppen), amb una gran oscil·lació anual que amb 37 °C és de les més altes del món. Com que no existeixen serralades muntanyoses ni mar a prop, la ciutat s'exposa a nombrosos sistemes climàtics incloent alts sistemes de pressions de l'Àrtic. De desembre a febrer, la temperatura màxima diària només sobrepassa els 0 °C durant deu dies de mitjana. Mentre que la mínima diària cau fins als -20 °C durant 49 dies de mitjana. El fred i les nevades, de tant en tant, es prolonguen fins al mes d'abril, encara que per regla general les temperatures hivernals comencen a moderar-se a des devla fi de febrer. La temperatura més baixa registrada a Winnipeg ha estat de -47,8 °C, el 24 de desembre de 1879. El dia més fred dels últims 25 anys va ser el 5 de febrer de 2007, quan els termòmetres van marcar -41,7 °C. Per la seva part, el vent més fred es va registrar la ciutat l'1 de febrer de 1996 amb -57,1 °C. D'acord amb Environment Canada és la ciutat de més de 600.000 habitants més freda del món.

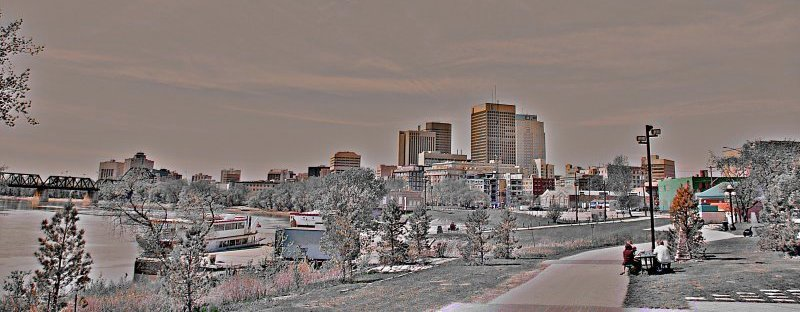
Panorama de Winnipeg, cobert de neu.

Els estius són temperats i, sovint, humits, especialment el juliol i l'agost, amb freqüents tempestes nocturnes. Ocasionalment hi ha dies de xafogor que van més enllà dels 40 °C. De mitjà la temperatura màxima sobrepassa els 30 °C durant dues setmanes a l'any, tot i que amb la xafogor la sensació tèrmica de 30 °C se supera 45 dies a l'any. La ciutat sovint rep l'estiuet, quan l'estiu retorna breument després de les primeres gelades, a mitjan d'octubre o fins i tot a principi de novembre. La temperatura més alta registrada a Winnipeg (d'ençà que van començar a mesurar valors el 1873) va ser de 42,2 °C l'11 de juliol de 1936. Els últims 25 anys, el dia més calorós va ser el 6 d'agost de 1988 i l'1 d'agost de 1989, els dos amb 38,7 °C. L'índex més gran de xafogor es va produir el 25 de juliol de 2007 amb una sensació tèrmica de 48 °C. La ciutat té una mitja de 513,7 mm de precipitacions anuals, encara que aquesta dada varia considerablement d'any a any. Aquestes es concentren a l'estiu, mentre que l'hivern és bastant sec, amb menys de 20 mm durant els tres mesos de més fred.
La primavera i la tardor tendeixen a ser estacions contradictòries, amb temperatures molt variables i ràpidament canviants. Però també, Winnipeg és una ciutat molt solejada amb una mitja de 317 dies de sol a l'any. Té el segon cel més clar del Canadà i és, també, la segona ciutat més solejada del país a la primavera i l'hivern.
| Paràmetres climàtics mitjans de Winnipeg | Paràmetres climàtics mitjans de Winnipeg | Paràmetres climàtics mitjans de Winnipeg | Paràmetres climàtics mitjans de Winnipeg | Paràmetres climàtics mitjans de Winnipeg | Paràmetres climàtics mitjans de Winnipeg | Paràmetres climàtics mitjans de Winnipeg | Paràmetres climàtics mitjans de Winnipeg | Paràmetres climàtics mitjans de Winnipeg | Paràmetres climàtics mitjans de Winnipeg | Paràmetres climàtics mitjans de Winnipeg | Paràmetres climàtics mitjans de Winnipeg | Paràmetres climàtics mitjans de Winnipeg | Paràmetres climàtics mitjans de Winnipeg |
| Mes                                      | Gen.                                     | Feb.                                     | Mar.                                     | Abr.                                     | Mai.                                     | Jun.                                     | Jul.                                     | Ago.                                     | Set.                                     | Oct.                                     | Nov.                                     | Des.                                     | Anual                                    |
| ---------------------------------------- | ---------------------------------------- | ---------------------------------------- | ---------------------------------------- | ---------------------------------------- | ---------------------------------------- | ---------------------------------------- | ---------------------------------------- | ---------------------------------------- | ---------------------------------------- | ---------------------------------------- | ---------------------------------------- | ---------------------------------------- | ---------------------------------------- |
| Temperatura màxima registrada °C (°F)    | 7,8 (46)                                 | 11,7 (53,1)                              | 23,3 (73,9)                              | 34,3 (93,7)                              | 37,0 (98,6)                              | 37,8 (100)                               | 40,6 (105,1)                             | 38,8 (101,8)                             | 30,0 (86)                                | 30,5 (86,9)                              | 23,9 (75)                                | 11,7 (53,1)                              | 40,6 (105,1)                             |
| Temperatura mínima registrada °C (°F)    | −42,2 (−44)                              | −45,0 (−49)                              | −37,8 (−36)                              | −26,3 (−15,3)                            | −11,0 (12,2)                             | −3,3 (26,1)                              | 1,1 (34)                                 | 0,6 (33,1)                               | −7,2 (19)                                | −17,2 (1)                                | −34,0 (−29,2)                            | −37,8 (−36)                              | −45,0 (−49)                              |
| Temperatura diària màxima °C (°F)        | −12,7 (9,1)                              | −8,5 (16,7)                              | −1,1 (30)                                | 10,3 (50,5)                              | 19,2 (66,6)                              | 23,3 (73,9)                              | 25,8 (78,4)                              | 25,0 (77)                                | 18,6 (65,5)                              | 10,8 (51,4)                              | −0,9 (30,4)                              | −9,7 (14,5)                              | 8,3 (46,9)                               |
| Temperatura diària mínima °C (°F)        | −22,8 (−9)                               | −18,7 (−1,7)                             | −11 (12,2)                               | −2,4 (27,7)                              | 4,8 (40,6)                               | 10,7 (51,3)                              | 13,3 (55,9)                              | 11,9 (53,4)                              | 6,0 (42,8)                               | −0,3 (31,5)                              | 9,6 (49,3)                               | −19,1 (−2,4)                             | −3,1 (26,4)                              |
| Font: Environment Canada                 |                                          |                                          |                                          |                                          |                                          |                                          |                                          |                                          |                                          |                                          |                                          |                                          |                                          |

## Demografia
D'acord amb les dades del cens canadenc de 2006 hi ha 655.451 habitants a Winnipeg ciutat, 694.668 que ho feien a l'Àrea Metropolitana el 16 de maig de 2006 i 711.455 residien a la Regió de Winnipeg Capital. És la ciutat més poblada de Manitoba i la vuitena del Canadà.
De la població total, el 48,3% eren homes i el 51,7% dones, i 24,3% de la població de 19 anys o més joves. La població entre 20 i 39 anys formava el 27,4%, mentre que el grup que va des dels 40 als 64 anys representaven el 34,0% del total dels habitants. La mitjana d'edat el maig del 2006 era de 38,7 anys, inferior als 39,5 de la mitjana canadenca.
Entre els censos de 2001 i 2006, la població de la ciutat de Winnipeg va incrementar uns 2,2%, inferior a la mitjana de Manitoba (2,6%) i del Canadà (5,4%). La densitat de la ciutat és de 1.365 habitants per quilòmetre quadrat. Del total de la població, 61.217 ciutadans viuen a l'Àrea Metropolitana del Cens, que, a part de Winnipeg, inclou els municipis rurals (forma de municipi per a les províncies de Manitoba i Saskatchewan, equiparables als comtats de Califòrnia) d'East St. Paul, Headingley, Ritchot, Rosser, Springfield, St. Clements, St. François Xavier, Taché, West St. Paul i la comunitat aborigen de Brokenhead.

### Ètnies
La diversitat ètnica és una part important de la cultura de Winnipeg. La majoria de la població de la ciutat descendeix d'europeus o canadencs. Les minories visibles representen el 16,3% de la població de Winnipeg. A la ciutat resideixen 38.155 descendents de les filipins, aproximadament el 6% del total de la població, convertint la ciutat en l'urbs amb més concentració de filipins d'origen del Canadà i la segona amb major població filipina, només superada per Toronto.

### Llengües
A Winnipeg es parlen més de vint llengües diferents; la més comuna és l'anglès, parlada pel 99,0% de la població. En termes de llengües oficials del Canadà, el 88,0% de la població parla només anglès, i el 0,1% només francès. L'11% parla els dos idiomes, mentre que el 0,9% no parla cap d'aquestes dues llengües. Altres llengües que es parlen a Winnipeg són l'alemany (parlat pel 4,1% de la població), tagal (3,4%), ucraïnès (3,1%), castella, mandarí i polonès (aquestes tres llengües parlades per l'1,7% de la població), així com idiomes aborígens tals com idioma ojibwa, (0,6%), cree (0,5%), inuktitut i micmac (els dos amb menys del 0,1% de la població). Altres llengües notables parlades a Winnipeg inclouen portuguès, italià, islandès, panjabi, vietnamita, urdú, hindi, rus, neerlandès, llengües no verbals, àrab, serbi, grec, hongarès, japonès, criolla, danès i llengües goidèliques (totes aquestes llengües parlades per l'1%, o menys, de la població).

### Religió
El cens de 2001 del Canadà assegurà que el 72,9% dels residents de Winnipeg es declararen cristians, dels quals el 35,1% eren protestants, 32,6% romans catòlics i el 5,2% pertanyents a altres congregacions cristianes. El 5,6% de la població segueix alguna altra religió diferent del cristianisme; els jueus representen el 2,%, els budistes i sikhs el 0,9% i els musulmans el 0,8% de la població. Els hinduistes són el 0,6% de la població, mentre que els seguidors d'altres religions diferents a les citades anteriorment comprenen el 0,5% de la població. Un 21,7% dels habitants de Winnipeg no professa cap mena de religió.

## Govern
El govern municipal de Winnipeg està format per 15 regidors i un alcalde escollit cada tres anys.

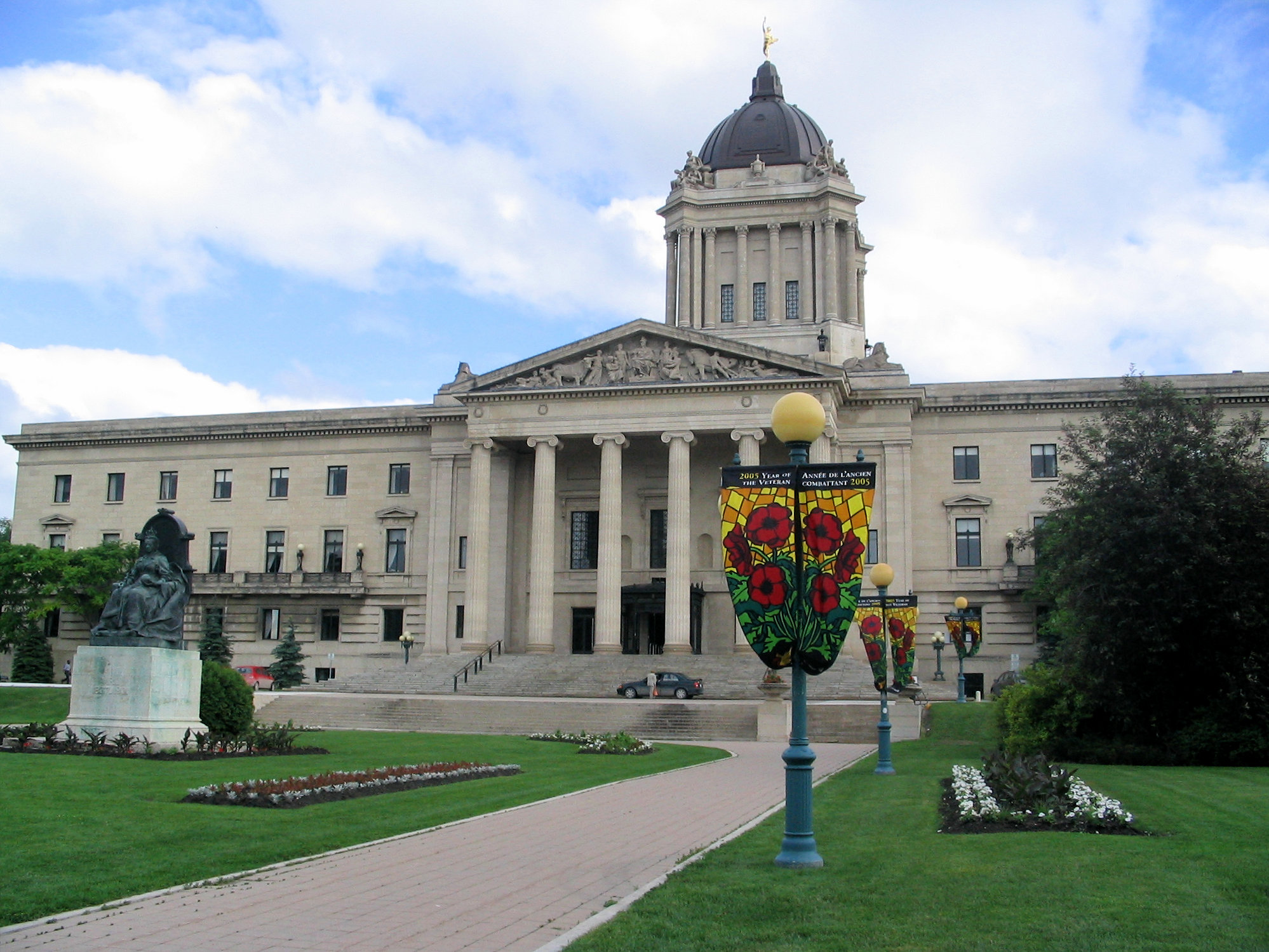
Parlament de Manitoba a Winnipeg.

El 27 de juliol de 1971 i amb la creació de la Unicity, la ciutat de Winnipeg absorbí les comunitats residencials de Charleswood, Fort Garry, North Kildonan, Old Kildonan, Town of Tuxedo, City of East Kildonan, City of West Kildonan, City of St. Vital, City of Transcona, City of St. Boniface, City of St. James-Assiniboia i la Corporació Metropolitana del Gran Winnipeg dins de l'única ciutat.
Les primeres eleccions de la recent combinada ciutat es van celebrar el d'octubre de 1971. El govern municipal el van formar 50 regidors i un alcalde. Els regidors eren escollits sobre la base d'un regidor per districte electoral, mentre que l'alcalde era escollit per la ciutat en general. El torn de cada govern és de tres anys i la trobada inaugural del nou govern va tenir lloc el 4 de gener de 1972.
Però van considerar que els 50 regidors eren excessius i van passar a ser 29 el 1977. El 1992 els districtes electorals van ser reduïts, també, als 15 actuals i els regidors es van convertir en polítics a jornada completa.
El 22 de juny de 2004, Sam Katz va ser escollit com a primer alcalde jueu de Winnipeg. Katz va derrotar a Dan Vandal, Al Golden i MaryAnn Mihychuk a les urnes amb el 42,51% dels vots. Abans d'això, Glenn Murray havia dimitit com a alcalde per a participar en les eleccions federals del 2004. Katz va ser reelegit en les eleccions del 2006 com a alcalde de la ciutat.
Winnipeg està representada a la Cambra dels Comuns del Canadà per vuit membres del Parlament. El 2007, eren tres del Partit Conservador del Canadà, uns altres tres del Nou Partit Democràtic i dos del Partit Liberal del Canadà.

## Economia
Winnipeg és un important centre regional de comerç, indústria, cultura, financer i de govern. D'acord amb la Conference Board of Canada, Winnipeg ocupa el tercer lloc quant a creixement econòmic de les ciutats canadenques amb un increment del PIB del 3,7%.

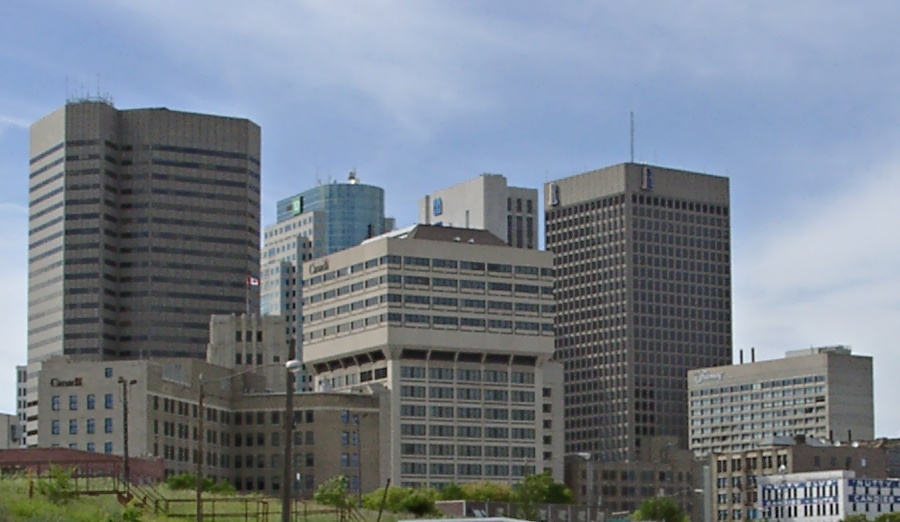
Centre de finances de Winnipeg.

El 2003 i 2004, la revista Canadian Business situà a Winnipeg en el top 10 de les ciutats per als negocis. El 2006, Winnipeg resultà ser, segons KPGM, un dels llocs més econòmics per fer negocis al Canadà. Com la major part de l'Oest del país, el 2007 Winnipeg experimentà un "boom" tant en la construcció com en el sector immobiliari. El Maig de 2007, Winnipeg Real Estate Board va tenir el millor més en la seva història de 104 anys en termes de vendes i volum.
Aproximadament 375.000 persones tenen el seu lloc de treball a Winnipeg o les zones circumdants. Els llocs de treball més comuns a la ciutat són funcionaris del Govern o institucions finançades pel govern com els de la Província de Manitoba, la Ciutat de Winnipeg o la Universitat de Manitoba, Centre de Salut, els casinos de Winnipeg i Manitoba Hydro. Al voltant del 14% dels treballadors són del sector públic.
El sector privat també és molt important i a la ciutat hi són les bases d'empreses com Manitoba Telecom Services, Canwest, Palliser Furniture, Great-West Life Assurance, Motor Coach Industries, Convergys Corporation, New Flyer Industries, Boeing Canada Technology, Bristol Aerospace, Nygård International, Canad Inns i Investors Group. També existeixen empreses en mans de families de Winnipeg com James Richardson & Sons, Ben Moss Jewellers, Frantic Films i Paterson Grain.
A Winnipeg estan situades la Real Casa de la Moneda canadenca, a l'est de la ciutat, i la base militar CFB Winnipeg. La Casa de la Moneda està a Lagimodière Boulevard, fàbrica que va ser fundada el 1975. En aquesta fàbrica surten divises canadenques i d'altres països del món. La ciutat compte, a més, amb laboratoris governamentals d'investigació i desenvolupament. El laboratori Microbiològic Nacional mira de donar resposta a malalties infeccioses i el Consell d'Investigació Nacional també té el laboratori Institut per al Biodiagnòstic, localitzat al centre de la ciutat.
El Polo Park, per la seva banda, és el centre comercial entre Toronto i Edmonton. Està situat al West End.

## Ensenyament
Hi ha dues universitats a Winnipeg, un col·legi universitari, una universitat privada mennonita i un college francès a San Bonifacio.

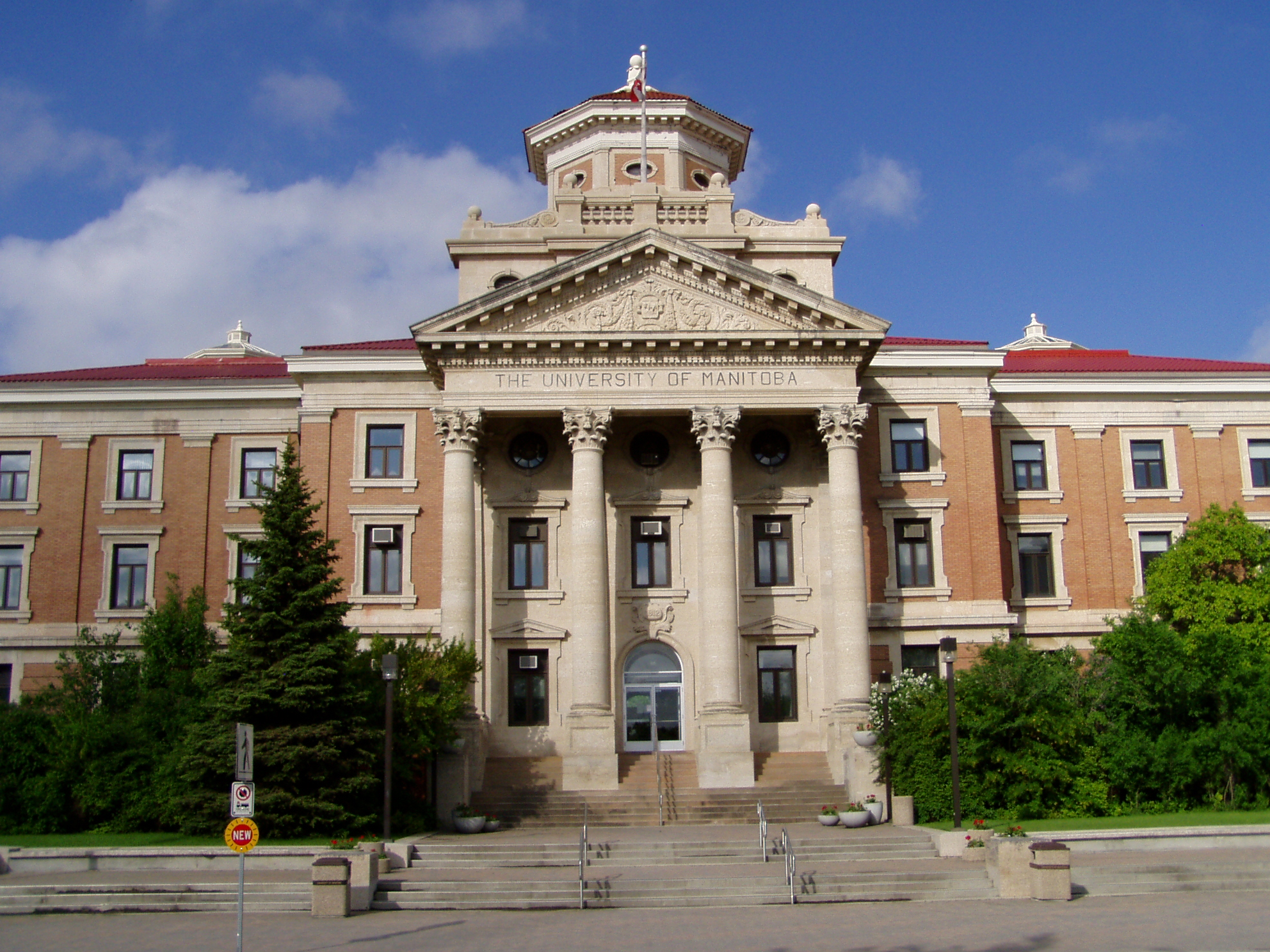
Edifici d'administració de la Universitat de Manitoba.

La Universitat de Manitoba és la universitat més gran de la província de Manitoba. Fundada l'any 1877 sent la primera universitat de l'Oest del Canadà. En un any normal, la universitat rep 24.542 estudiants de llicenciatura i 3.021 de postgrau.
L'altra gran institució educativa de la ciutat és la Universitat de Winnipeg, que va rebre el títol d'universitat el 1967, tot i que la seva carrera docent va arrancar el 1871 sota el nom de Manitoba College. Després passaria a Wesley College el 1888 i es fusionaria per formar United College el 1938. Fins al 2007 era una institució de pregrau amb una facultat d'art i ciència que oferia alguns programes de llicenciatures. Ara ofereix programes de llicenciatures exclusius de la universitat i planeja la creació d'una nova facultat de ciències empresarials.

## Cultura
Winnipeg és ben coneguda per la seva cultura.
La ciutat és seu de diversos grans festivals. El Winnipeg Fringe Theatre Festival és el segon festival de teatre fringe (nom que rep el teatre alternatiu) més gran de nord-amèrica i se celebra cada mes de juliol. El Winnipeg International Writers Festival és de tipus literari i hi ha festivals similars a Calgary i Vancouver. Altres festivals notables són el Folklorama, Jazz Winnipeg Festival, Winnipeg Folk Festival, Winnipeg Music Festival, Red River Exhibitor i el Festival du Voyageur.

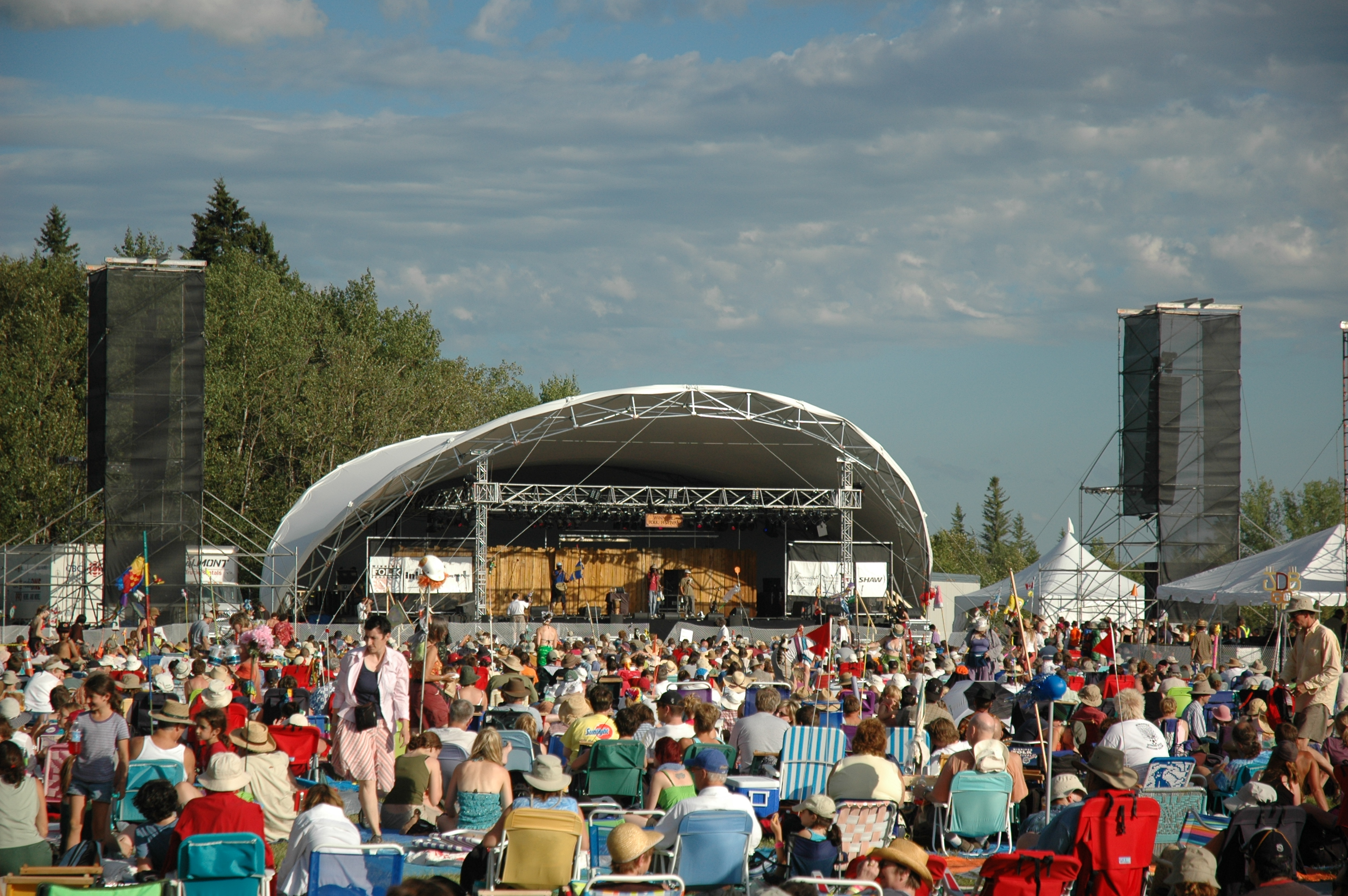
El Winnipeg Folk Festival en la seva edició de 2006.

Una altra de les principals atraccions artístiques de Winnipeg són els seus murals. Molts edificis del centre i de les àrees suburbanes tenen murals pintats als costats dels edificis. Encara que alguns són anuncis de tendes o altres negocis, molts són pintures històriques, projectes escolars d'art o simplement ornamentals.
La comunitat cinematogràfica local és pròspera i començà a principis de 1897 amb pel·lícules de James Freer. Actualment és important l'escena cinematogràfica independent, liderada pel guionista i director local Guy Maddin, que ha col·laborat en diverses produccions de Hollywood com Shall We Dance?, Truman Capote o L'assassinat de Jesse James comès pel covard Robert Ford. Pelicules com X-Men 2 van tindre parts gravades a la zona de Winnipeg, així com diverses produccions locals i nacionals. La National Film Board of Canada i Winnipeg Film Group han produït nombrosos films premiats en festivals.
La pel·lícula independent My Winnipeg, de Guy Maddin, és un pseudodocumental surrealista que tracta sobre Winnipeg. També hi ha a la ciutat companyies productores de cinema i televisió com Frantic Filsm, Buffalo Gal Pictures, Les Productions Rivard i Eagle Vision.
La Winnipeg Public Library és una xarxa de biblioteques públiques que té 20 sucursals per tota la ciutat, inclosa la Millennium Library, situada al centre.

## Atraccions

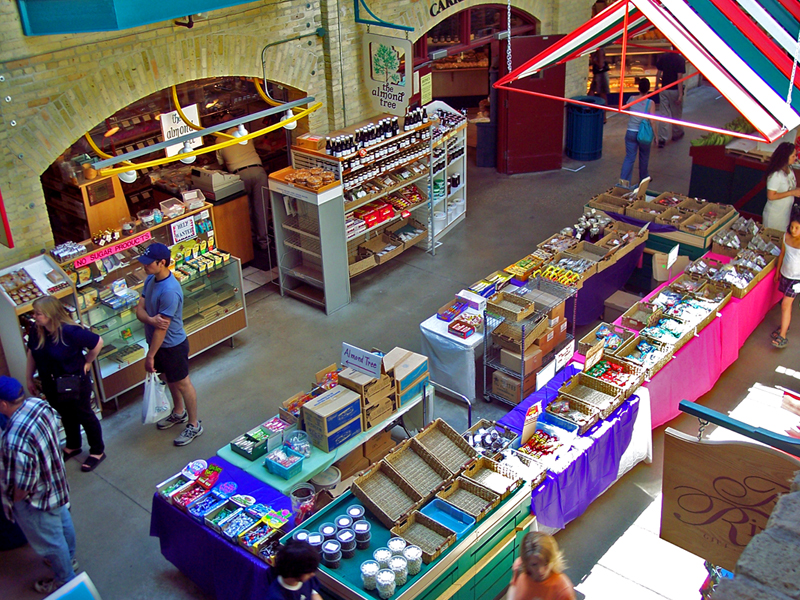
The Forks.

Winnipeg té museus, llocs de valor històric, parcs, teatre i zones de la ciutat molt atractives al turisme. Una d'elles és The Forks, situat entre els rius Red i Assiniboine. Aquest emblemàtic lloc es troba al centre de Winnipeg. És una zona de trobada en la qual hi ha tendes, comerços, passejos, jardins i se celebren festivals. A més, el seu original disseny ha estat guardonat amb premis internacionals en diverses ocasions. The Forks és un dels llocs de Winnipeg que són considerats com a Lloc Històric Nacional juntament amb Red River Floodway, el Fort Garry Hotel, Confederation Building, Exchange District, Fort Douglas i Lower Fort Garry.

### Museus

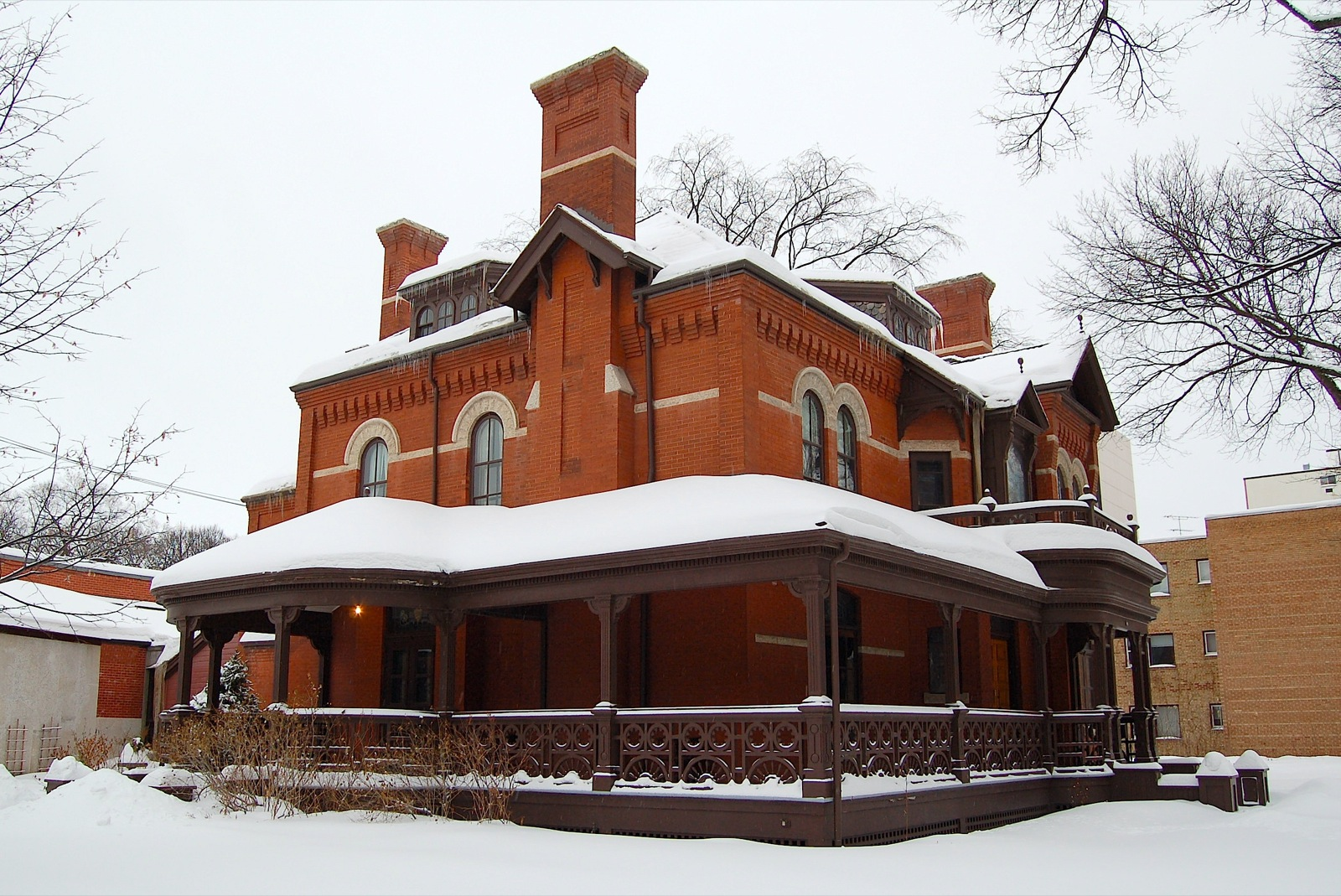
Museu Dalnavert.

Winnipeg serà seu del futur Canadian Museum for Humans Rights (Museu Canadenc dels Drets Humans), el primer museu nacional del Canadà que es construeix fora de la Regió de la Capital Nacional. Estarà situat a The Forks.
El Manitoba Museum és el museu més gran de la província homònima. Té nou galeries i inclou un planetari, així com una rèplica del Nonsuch, vaixell local del segle xvii. Aquesta és una de les atraccions recomanades a Winnipeg per la Guia Michelin.
El Winnipeg Railway Museum (Museu del Ferrocarril de Winnipeg) està situat a les vies 1 i 2 de la Via Rail Station i hi podem trobar The Countess of Dufferin, la primera locomotora de les praderies canadenques. Per la seva part, el Western Canada Aviation Museum (Museu d'Aviació de l'Oest del Canadà) és el segon museu sobre aviació més gran del Canadà.
The Costume Museum of Canada (el Museu Canadenc de la roba) s'aixeca a l'Exchange District, dins del centre de Winnipeg. Després de 23 anys al barri perifèric de Dugald, el museu va ser recol·locat recentment a la ciutat amb la intenció d'atreure més visitants. Podrem trobar-hi, aproximadament, 35.000 articles de roba i representa 400 anys d'història de la moda del Canadà.
No és menys important el Museu Dalnavert, espectacular casa restaurada d'estil de la Reina Ana en el qual podem observar la vida del segle xix, i el Museu Aborigen, on es recull la història més primitiva.

### Teatre
La Royal Winnipeg Ballet és la companyia de ballet més antiga del Canadà i d'Amèrica del Nord (de les que segueixen en actiu). Entre altres honors té els de ser la primera companyia canadenca en viatjar de gira per Rússia i Txecoslovàquia i en ser la primera companyia occidental en anar de gira a Cuba. És, també, l'única companyia de ballet del Canadà a la qual la Reina Isabel II ha concedit l'honor d'utilitzar el títol de Real en el nom de la companyia.
El Manitoba Theatre Center és el primer teatre regional del Canadà i va ser fundat el 1957.

## Transport
Winnipeg té bonaes infraestructures i compta amb aeroport internacional, autopistes, ferrocarril i xarxes d'autobús.

### Aeri
L'Aeroport Internacional James Armstrong Richardson és l'aeroport internacional de la ciutat i està situat a 7 quilòmetres al nord-oest de Winnipeg.

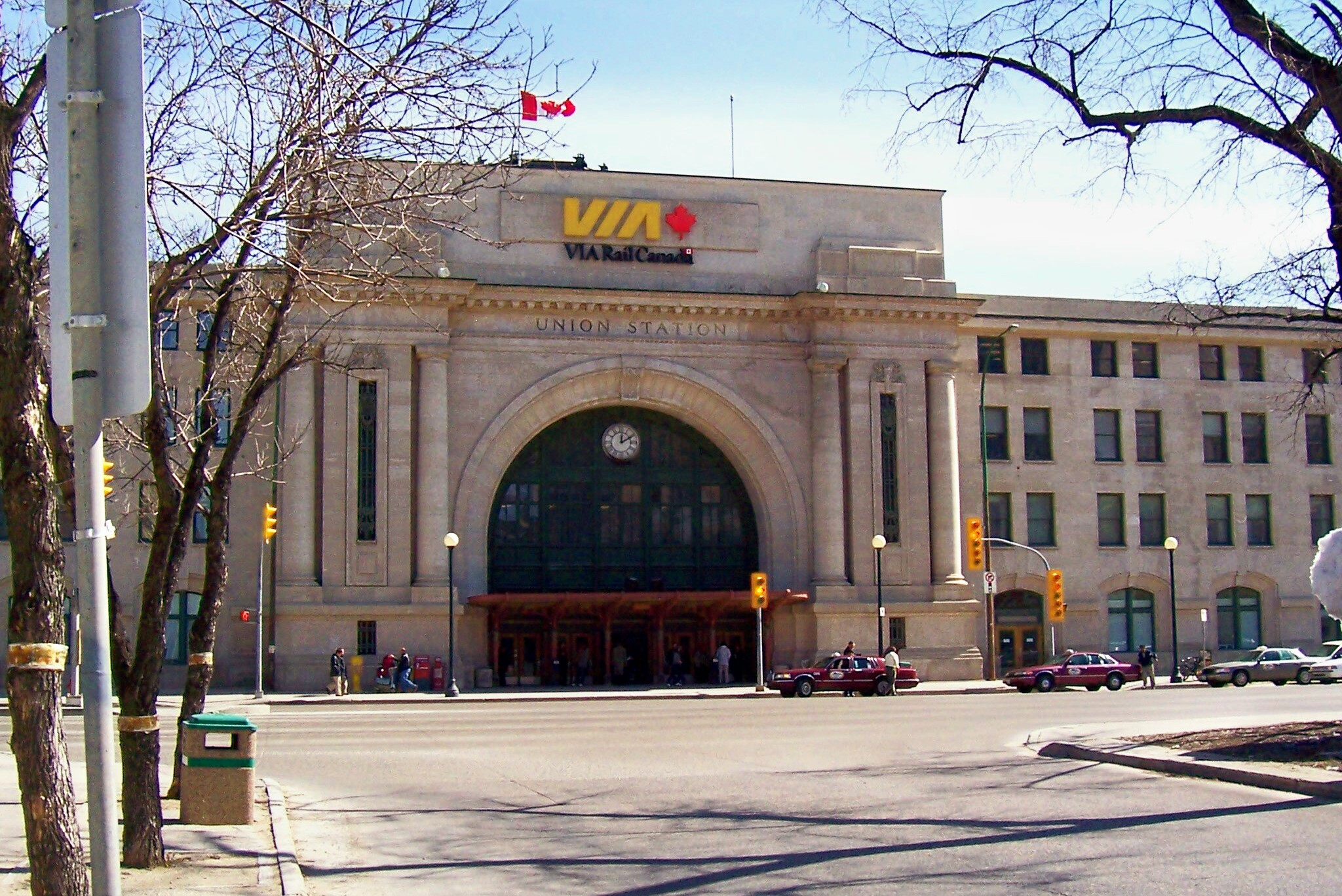
Estació central de trens Union Station de Winnipeg.

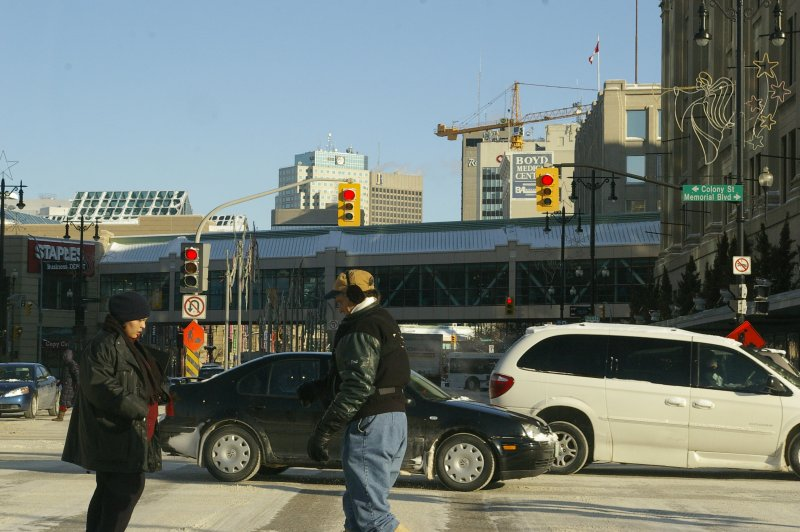
Trànsit al centre.

Actualment està en reconstrucció, ja que hi ha una nova terminal de passatgers la finalització de la qual està projectada per finals del 2009. La terminal existent avui en dia va ser construïda als anys 60 i serà enderrocada o reconstruïda. Té un volum de passatgers de 3,5 milions a l'any i des de 1937 fins al 1949, l'aeroport allotjà les oficines i les bases de manteniment de Air Canada. És l'únic aeroport internacional que es pot trobar entre les ciutats de Toronto i Calgary.

### Ferroviari
Per la seva part, els serveis de ferrocarril que operen a Winnipeg són VIA Rail, Canadian National Railway (CN), Canadian Pacific Railway (CP), Burlington Northern Santa Fe Manitoba i el Central Manitoba Railway (CEMR). És l'única ciutat entre Vancouver i Thunder Bay, Ontario, que té connexions directes amb els Estats Units.
VIA Rail opera a l'estació els trens de la Union Station, un imponent edifici neoclàssic proper a The Forks, al centre de Winnipeg. L'estació va ser edificada per Canadian Northern Railway i la National Transcontinental/Grand Trunk Pacific Railway, mentre que el disseny va ser obra dels mateixos arquitectes de la Grand Central Terminal de Nova York.

### Carretera
Respecte al transport en carretera, una moderna autopista (la Perimeter Higway, que és principalment una via exprés al voltant de la ciutat amb desviament al mateix i diferent nivell) circumval·la la ciutat completament, permetent als viatgers de la Carretera transcanadenca evitar la ciutat i continuar a l'est o a l'oest ininterrompudament.
Moltes autopistes provincials de Manitoba entren a Winnipeg, però la majoria perd la seva designació d'autopistes i es converteixen en carreteres urbanes o Winnipeg City Routes (com són conegudes en el sistema canadenc) una vegada arriben a la Perimeter Highway, l'anell perifèric que circumval·la Winnipeg. En l'actualitat, només dues autopistes provincials creuen completament l'àrea de Winnipeg: la Manitoba Highway 1 i la 59, que és una continuació de la U.S. Route 59 i coneguda a Winnipeg al seu pas per la ciutat com Route 20. Altres autopistes també convergeixen a Winnipeg sense creuar completament la ciutat. Aquestes són:
Manitoba Provincial Highway 2, que es troba amb la Higway 3 al sud-oest de la Perimeter, 
Manitoba Provincial Highway 3, que es converteix en la McGillivray Boulevard a Winnipeg,
Manitoba Provincial Highway 6, que és la principal autopista cap al Nord de Manitoba,
Manitoba Provincial Highway 7, que es converteix en la Route 90 al seu pas per Winnipeg,
Manitoba Provincial Highway 8, que es converteix en la Route 180 (coneguda com a McPhillips Street) a Winnipeg, 
Manitoba Provincial Highway 9, que es converteix en la Route 52 (coneguda com a Main Street) a Winnipeg, 
Manitoba Provincial Highway 15, que es converteix en la Route 115 (coneguda com a Dugald Road) a Winnipeg, 
Manitoba Provincial Highway 75 (continuació de la Interestatal 29 i U.S. 75), que es converteix en la Route 42 a Winnipeg.

## Fills il·lustres
- Philip James Edwin Peebles (1935 -) físic, Premi Nobel de Física de l'any 2019.

## Ciutats agermanades
Aquestes són les ciutats agermanades amb Winnipeg ordenades per data d'agermanament:
| - Setagaya, Tòquio (Japó) (5 d'octubre de 1970) - Reykjavík, Islàndia (7 de setembre de 1971) - Minneapolis, EUA (31 de gener de 1973) - Lviv, Ucraïna (26 de novembre de 1973) - Manila, Filipines (31 de desembre de 1979) - Taichung, Taiwan (2 d'abril de 1982) | - Kuopio, Finlàndia (11 de juny de 1982) - Beerxeba, Israel (15 de maig de 1984) - Maracaibo, Veneçuela (8 de març de 1987) - Chengdu, Xina (24 de febrer de 1988) - Jinju, Corea del Sud (1 d'abril de 1992) - San Nicolás de los Garza, Mèxic (23 de juliol de 1999) |